# Heteradelphia
- Commons
- Wikispecies

Heteradelphia Lindau, segundo o Sistema APG II, é um gênero botânico da família Acanthaceae, natural da África.

## Espécies
Apresenta duas espécies:
- Heteradelphia paulojaegeria
- Heteradelphia paulowilhelmia
- «Lista das espécies»

## Nome e referências
Heteradelphia Lindau, 1893

## Classificação do gênero
| Sistema | Classificação                       | Referência            |
| ------- | ----------------------------------- | --------------------- |
| APG II  | Ordem Lamiales, família Acanthaceae | APweb, versão 9, 2008 |